# Titularbistum Cavaillon
Cavaillon ist ein Titularbistum der römisch-katholischen Kirche.
Es geht zurück auf einen Bischofssitz in der Stadt Cavaillon, die sich in der französischen Region Provence-Alpes-Côte d’Azur befindet. Das Bistum Cavaillon war dem Erzbistum Marseille als Suffraganbistum unterstellt.
| Titularbischöfe von Cavaillon |                   |                                           |                  |     |
| Nr.                           | Name              | Amt                                       | von              | bis |
| 1                             | Krzysztof Zadarko | Weihbischof in Koszalin-Kołobrzeg (Polen) | 16. Februar 2009 |     |